# Schempp-Hirth Duo Discus
Duo Discus
ペンシルベニア州で飛行訓練中のDuo Discus T
- 用途：飛行訓練、飛行競技
- 分類：滑空機
- 製造者：Schempp-Hirth
- 初飛行：1993年
- 生産数：500機以上
- 運用状況：現役

Schempp-Hirth Duo Discusは滑空機の競技を含むクロスカントリー飛行のために高性能複座の滑空機。しばしば先進的な訓練に使用される。アメリカ空軍ではTG-15Aとして知られる。

## 設計と開発
Duo DiscusはSchempp Hirthの高性能複座練習機としてJanusを置き換えた。名称は成功を収めた標準型のDiscusと同じではあるものの、実質的には別物である。
1993年に初飛行して以降、今尚チェコのOrlicanの工場で生産中である。主翼は20mで運搬のために4分割可能で緩やかな前進翼で後部の操縦士は重心に近い。滑空比は44:1である。格納式の2ストロークエンジンを既存の機体に搭載可能で長時間の滑空に利用できる。これまで500機以上のDuo Discusが2007年8月以降に製造された。
主要な競合機種はDG Flugzeugbau DG-1001である。

### Duo Discus X
Duo Discus Xは2005年に発表された改良型である。これは着陸フラップが着陸時の制御を向上するために改良された。同様にウイングレットも改良され、サーマルソアリングの飛行特性が向上した。操縦席と地面との間の距離が広がったので乗り込むことが少し困難になったが、翼の迎角はわずかに高くなった。

### Duo Discus XL
Duo Discus XLは最新型の派生機種である。胴体はSchempp-Hirth ArcusとSchempp-Hirth Nimbus 4Dと共通で操縦席は座席の快適性と安全性、人間工学上の理由のために10cm延長された。エアブレーキは4cm前縁に移動して18mm高くなった。

## 諸元 (XL)
- 乗員:2
- 容量:200 kg (440 lb) 水バラスト
- 全長:8.73m
- 翼幅:20.00m
- 全高:1.60m
- 翼面積:16.4m2
- 縦横比:24.4
- 翼型:DFVLR HX 83
- 空虚重量:410kg
- 全備重量:700kg
- 最高速度:263km/h
- 滑空比:46-47
- 降下比:0.58m/s